# Dawn of Demise
Dawn of Demise je dánská brutal death metalová (s prvky slamu) kapela působící od roku 2003.

## Historie
Své první debutové album Hate Takes Its Form vydali v roce 2007. Bylo nahráno v malém studiu v jejich rodném městě. Později bylo mixováno a masterováno ve studiích Jacoba Hansena samotným Jacobem Hansenem.

## Styl
Skupina byla ovlivněna umělci jako Suffocation, Nile, Six Feet Under, Pyrexia, Internal Bleeding a staršími nahrávkami Cannibal Corpse.

## Diskografie[2]
- 2006: …and Blood Will Flow (demo, vlastní vydání)
- 2007: Hate Takes Its Form (album, Deepsend Records )
- 2008: Lacerated (EP, Deepsend Records)
- 2010: A Force Unstoppable (album, Unique Leader Records )
- 2012: Rejoice in Vengeance (album, Unique Leader Records)
- 2016: The Suffering (album, Unique Leader Records)
- 2019: Into The Depths of Veracity (album, Unique Leader Records)